# Nébuleuse du Collier
Nébuleuse planétaire

La nébuleuse du Collier (désignée également sous le nom IPHASXJ194359.5+170901) est une nébuleuse planétaire située à environ 4,6 kpc (∼15 000 al) de la Terre dans la constellation de la Flèche.

## Morphologie

### Anneau
La nébuleuse tire son nom de son anneau, d'environ cinq années-lumière de diamètre, parsemé de « perles » de gaz. L'anneau se serait formé il y a environ 5 000 ans, tout juste après l'éjection des deux jets de gaz qui sont perpendiculaires à son plan. On pense qu'il y a au centre de la nébuleuse deux étoiles en orbite si rapprochée qu’elles partagent une atmosphère commune et qu’elles apparaissent comme une seule étoile sur les images.

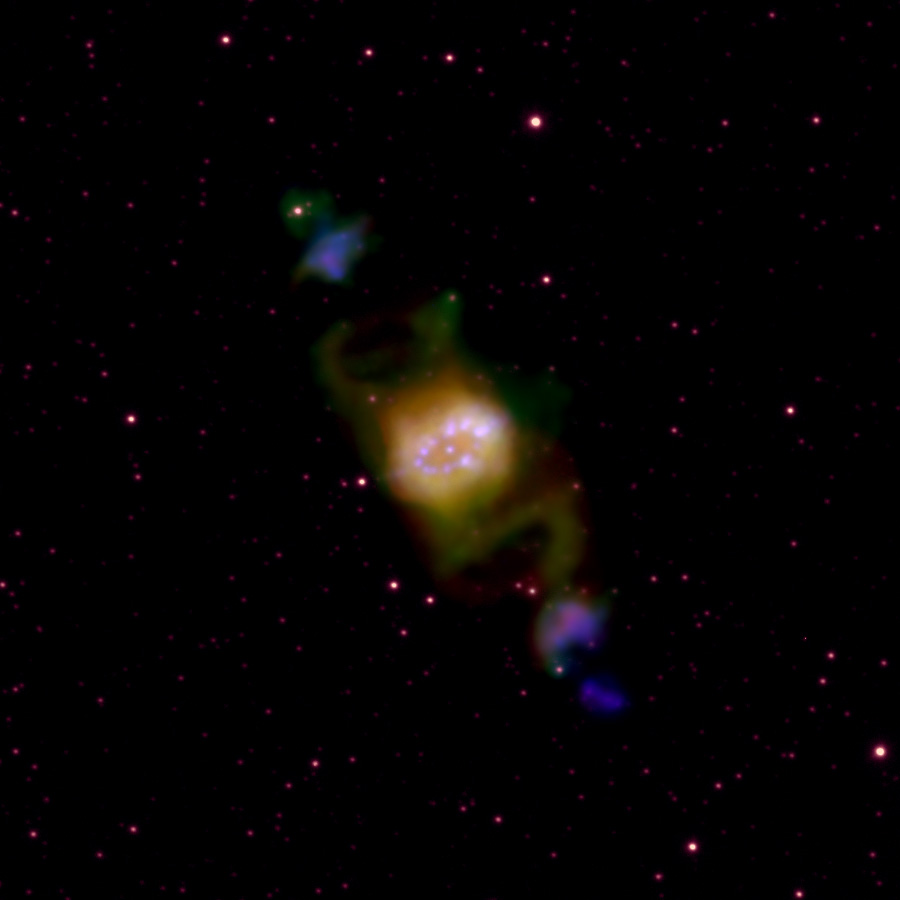
Nébuleuse du Collier par IPHAS.